# Кубок валлійської ліги з футболу 2025—2026
Кубок валлійської ліги 2025—2026 — 34-й розіграш Кубка валлійської ліги.

## Календар
| Раунд        | Дата             | Матчі | Клуби   |
| ------------ | ---------------- | ----- | ------- |
| Перший раунд | 18–20 липня 2025 | 14    | 46 → 32 |
| 1/16 фіналу  | 1–2 серпня 2025  | 16    | 32 → 16 |
| 1/8 фіналу   | 9 вересня 2025   | 8     | 16 → 8  |
| 1/4 фіналу   |                  | 4     | 8 → 4   |
| 1/2 фіналу   |                  | 2     | 4 → 2   |
| Фінал        |                  | 1     | 2 → 1   |

## Перший раунд
| Команда 1          | Рахунок      | Команда 2          |
| ------------------ | ------------ | ------------------ |
| 18 липня 2025      |              |                    |
| Карау Елі          | 3:4          | Трефелін           |
| Понтипрідд Юнайтед | 0:0 пен. 4:2 | Кумбран Селтік     |
| Ратін Таун         | 0:0 пен. 4:2 | Пенринкоч          |
| Флінт Маунтейн     | 1:3          | Денбай Таун        |
| Гвілсфілд          | 3:0          | Молд Александра    |
| Голігед            | 0:4          | Баклі Таун         |
| 19 липня 2025      |              |                    |
| Гресфорд Атлетік   | 3:0          | Брікфілд           |
| Інішир Альбіонс    | 4:1          | Кардіфф Драконіанс |
| Ллантвіт Майор     | 1:2          | Аван Лідо          |
| Ріл                | 2:1          | Кайрсус            |
| Амманфорд          | 0:0 пен. 0:3 | Кардіфф U21        |
| Кармартен Таун     | 1:4          | Суонсі U21         |
| Кембріан Юнайтед   | 2:2 пен. 3:1 | Треовен            |
| 20 липня 2025      |              |                    |
| Ньюпорт Сіті       | 2:0          | Баглан Дрегонс     |

## 1/16 фіналу
| Команда 1              | Рахунок        | Команда 2          |
| ---------------------- | -------------- | ------------------ |
| 1 серпня 2025          |                |                    |
| Аван Лідо              | 0:5            | Суонсі U21         |
| Кембріан Юнайтед       | 2:0            | Кардіфф U21        |
| Британ Феррі Ллансавел | 3:0            | Третомас Блюбердс  |
| Ратін Таун             | 0:9            | Коннас-Кі Номадс   |
| Карнарвон Таун         | 3:0            | Колвін-Бей         |
| 2 серпня 2025          |                |                    |
| Баклі Таун             | 2:3            | Ньютаун            |
| Гвілсфілд              | 2:2 пен. 1:3   | Бала Таун          |
| Інішир Альбіонс        | 1:4            | Лланеллі Таун      |
| Кардіфф Метрополітен   | 4:0            | Понтипрідд Юнайтед |
| Лландидно              | 7:0            | Гресфорд Атлетік   |
| Ріл                    | 2:2 пен. 10:11 | Денбай Таун        |
| Трефелін               | 1:6            | Пенібонт           |
| Флінт Таун Юнайтед     | 1:2            | Голівелл Таун      |
| Гейверфордвест Каунті  | 5:0            | Ньюпорт Сіті       |
| Нью-Сейнтс             | 7:1            | Ейрбас             |
| Баррі Таун             | 2:1            | Аберіствіт Таун    |

## 1/8 фіналу
| Команда 1        | Рахунок | Команда 2              |
| ---------------- | ------- | ---------------------- |
| 9 вересня 2025   |         |                        |
| Кембріан Юнайтед | :       | Кардіфф Метрополітен   |
| Пенібонт         | :       | Британ Феррі Ллансавел |
| Карнарвон Таун   | :       | Голівелл Таун          |
| Ньютаун          | :       | Бала Таун              |
| Баррі Таун       | :       | Лланеллі Таун          |
| Лландидно        | :       | Денбай Таун            |
| Суонсі U21       | :       | Гейверфордвест Каунті  |
| Коннас-Кі Номадс | :       | Нью-Сейнтс             |